# Jurij Kovtun
Jurij Michajlovič Kovtun (in russo Юрий Михайлович Ковтун?; Azov, 5 gennaio 1970) è un allenatore di calcio ed ex calciatore russo, di ruolo difensore.

## Palmarès
- Campionato russo: 3

Spartak Mosca: 1999, 2000, 2001
- Coppa di Russia: 2

Dinamo Mosca: 1994-1995
Spartak Mosca: 2003-2004